# Wola-Dąbrowa
Wola-Dąbrowa [pronunciación en polaco: /ˈvɔla dɔmˈbrɔva/] es un pueblo ubicado en el distrito administrativo de Gmina Wartkowice, dentro del condado de Poddębice, voivodato de Łódź, en el centro de Polonia.  Se encuentra aproximadamente a 5 kilómetros al este de Wartkowice, a 14 kilómetros al noreste de Poddębice, y a 36 kilómetros al noroeste de la capital regional, Łódź.